# 潘達里亞烏帕齊拉
潘達里亞乌帕齐拉是孟加拉国比羅傑布爾縣的一个乌帕齐拉，位於巴里薩爾专区的比羅傑布爾縣。。

## 人口
據1991年孟加拉國人口普查，潘達里亞共有戶數27,969戶，人口145233人。其中男性佔比50.34%，女性佔比49.66%；成年人口74,509人。該地7歲以上人口之平均識字率為51.9%。